# 난징 도서관

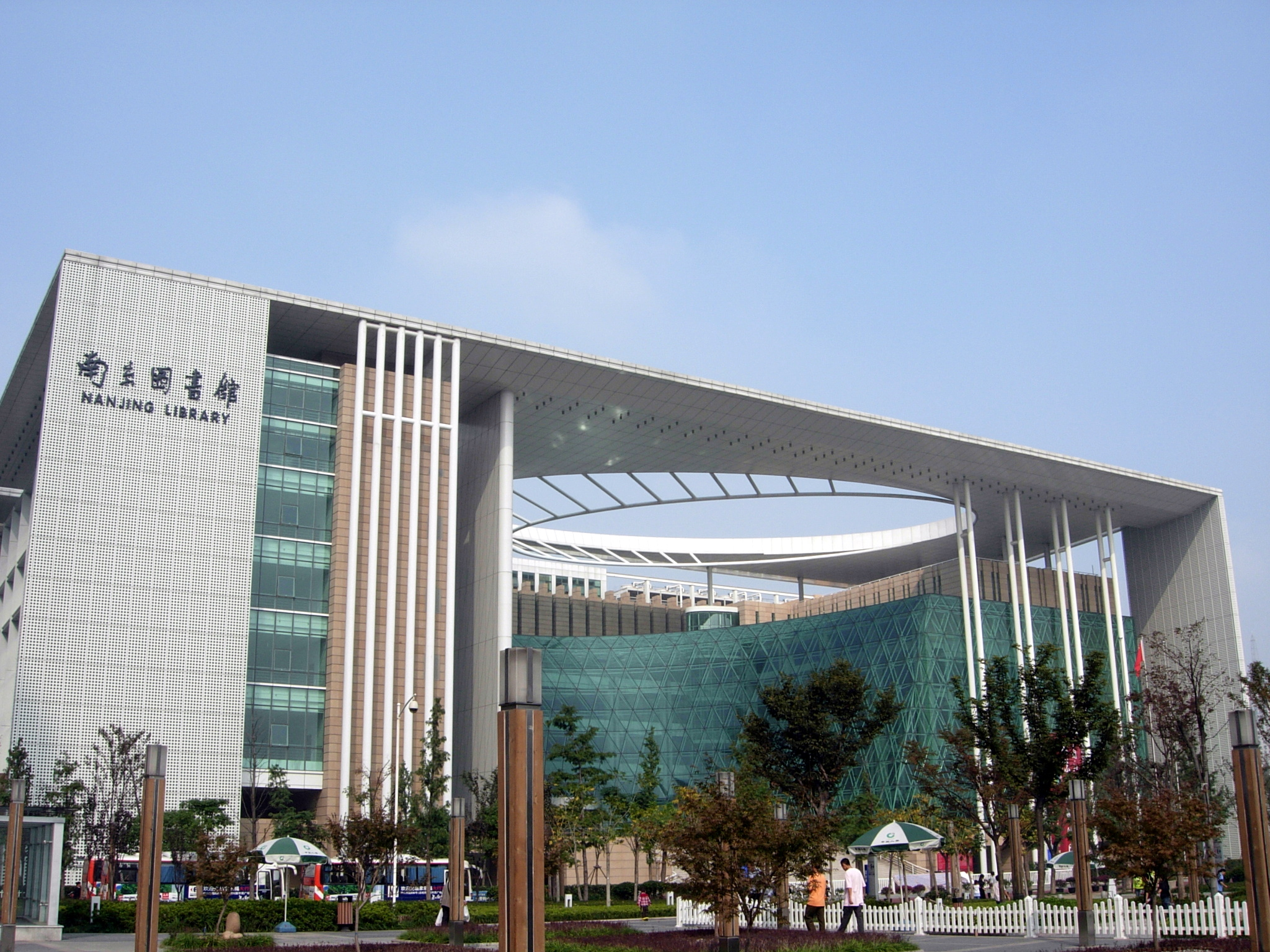

난징도서관(중국어: 南京图书馆)은 100만 건 넘는 물건을 보유한 중국에서 3번째로 큰 도서관이다. 장쑤성 관련 문헌 외에도 고대 중국 및 외국 출판물 등 기타 국가 관련 기록물을 포함, 중요한 과학, 문화, 예술 문헌을 갖추고 있다.
난징시에 위치해 있는 이 도서관은 1,600,000권의 고대 서적, 당나라 시기부터 명나라 시기 사이의 100,000권의 책과 필사본(불경 포함)을 보관하고 있다.

## 같이 보기
- 국가도서관
- 상하이 도서관
- 중국국가도서관